# Apeadeiro de São Matias
O Apeadeiro de São Matias, originalmente denominado de São Mathias, foi uma gare da Linha do Alentejo, que servia a localidade de São Matias, no distrito de Beja, em Portugal.

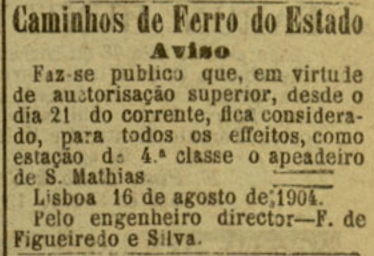
Aviso de 1904, sobre a promoção do apeadeiro de São Mathias a estação de quarta classe.

## História
Este apeadeiro situa-se no lanço da Linha do Alentejo entre Vendas Novas e Beja, que entrou ao serviço em 15 de fevereiro de 1864.
Num edital publicado no Diário do Governo n.º 31, III Série, de 7 de fevereiro de 1955, a Companhia dos Caminhos de Ferro Portugueses anunciou que tinha pedido a licença para uma carreira rodoviária de passageiros entre a Estação do Barreiro e Évora, servindo várias localidades pelo caminho, incluindo São Matias.